# Senza niente da dire
Senza niente da dire è un singolo del rapper italiano Jake La Furia, in collaborazione con la cantante spagnola Ana Mena, pubblicato il 26 agosto 2022 come secondo estratto dal terzo album in studio Ferro del mestiere.

## Descrizione
Il brano è stato realizzato con la partecipazione vocale della cantante spagnola Ana Mena. 

## Tracce
1. Senza niente da dire (feat. Ana Mena) – 3:10